# دنیس تاچر
دنیس تاچر (انگلیسی: Denis Thatcher; ۱۰ مهٔ ۱۹۱۵ – ۲۶ ژوئن ۲۰۰۳) کارآفرین، و مهندس اهل بریتانیا بود.
وی همسر مارگارت تاچر بود.